# Baixista
Baixista ou contrabaixista é um músico que toca os instrumentos musicais conhecidos como baixo e contrabaixo, tanto em suas versões acústicas quanto elétricas.
Até a década de 1960, apenas os gêneros eruditos utilizam-se deste instrumentista, a maioria dos profissionais contrabaixista encontravam-se apenas em orquestras e tocando o baixo acústico, após a invenção do modelo elétrico, tornou-se acessível a qualquer banda, e outros gêneros como rock, jazz, rhythm and blues e reggae incorporaram estes músicos em seu quadro, atualmente, quase todos gêneros possuem o baixista.
O baixo define a harmonia da música de modo simultâneo, indicando o pulso rítmico. Embora os baixistas não toquem frequentemente acordes (notas de 2 ou mais cordas ao mesmo tempo pressionadas) são usados em alguns estilos, como o jazz, o death metal e o rock progressivo.
No Brasil, desde 2008, comemora-se o dia 23 de Junho como "Dia do Baixista", dia da fundação do Fórum ContrabaixoBR, considerado o fórum de contrabaixo mais importante da América Latina e segundo do mundo em quantidade de membros e volume de postagem.
A partir de 2014, essa data foi corroborada de forma simbólica como "Dia do Baixista", em homenagem a Paul McCartney, um dos músicos mais influentes do século XX, e também baixista. A ideia veio de dois baixistas de São Gonçalo (Rio de Janeiro), com o objetivo de valorização do instrumento, e foi divulgada a partir de redes sociais e meios de comunicação.